# Carole Simpson
Carole Simpson (* um 1928; † 2012) war eine US-amerikanische Pop- und Jazzmusikerin (Gesang, Piano).

## Leben und Wirken
Simpson sang 1950 als Bandvokalistin des Billy May Orchesters, was zu einer erfolgreichen Karriere als Sängerin in Nachtclubs führte. Sie beeindruckte Tutti Camarata, der sie Dave Cavanaugh bei Capitol Records empfahl, was 1957 zu ihrem ersten Album All About Carole führte, mit Popstandards wie „Oh! Look at Me Now“, „There Will Never Be Another You“ und „You Make Me Feel So Young“. Arrangeure bzw. Leiter der Studiosession waren Eddie Cano und Lennie Niehaus. 1959 folgte die LP Singin’ and Swingin’ (Mayfair Records); auf diesem Album interpretierte sie eine Auswahl von Steve-Allen-Kompositionen, darunter „This Could Be the Start of Something Big“, dem Titelsong von Allens NBC-Talkshow, und „Oh What a Night for Love“, ein Song, der auch von Ella Fitzgerald, Mel Tormé und Frances Wayne aufgenommen wurde.
Sie heiratete den Schlagzeuger Billy Stafford, mit dem sie Kinder hatte. 1990 nahm sie noch das Livealbum Live (And Otherwise) auf, einen Mitschnitt aus dem Vine Street Bar and Grill in Los Angeles. Als Carolyn Stafford leitete sie auch Chöre und sang in Kirchen. Aufgrund eines Schlaganfalls trat sie 1999 nicht mehr als Sängerin auf, wohl aber als Pianistin; unter anderem spielte sie nach der Jahrtausendwende an der Westküste mit Gitarrist Skip Heller.
Simpson hatte eine intime Qualität mit einer Lyrik, die an Jeri Southern, Chris Connor und June Christy erinnert.

## Diskografische Hinweise
- Carole Simpson: Singin’ and Swingin’ / Connie Haines: A Tribute to Helen Morgan (Fresh Sound Records, ed. 2020)